# Почтовый переулок (Екатеринбург)
Почто́вый переу́лок — переулок в Екатеринбурге, расположенный в жилом районе «Центральный» Кировского административного района города.

## Расположение и благоустройство
Почтовый переулок проходит с запада на восток между проспектом Ленина и Первомайской улицей. Начинается от улицы Толмачёва и заканчивается у улицы Максима Горького на берегу Городского пруда. Пересекается с улицей Пушкина. Примыканий к улице нет.
Переулок выходит в бывший Нуровский сквер (сейчас — сквер Попова), переставший существовать в прежнем виде после вырубки деревьев в 1998 году.

## История
Переулок между Соборной улицей и Тарасовской набережной начал формироваться в начале XIX века. В первой половине века на углу Малой Соборной улицы и этого переулка, остававшегося безымянным, было построено каменное двухэтажное здание, где разместилась почтовая контора. Контора примыкала к усадьбе купца Тарасова, выходившая на набережную Городского пруда. Кроме почты в переулке размещалось ещё и телеграфная станция: в 1887 году она размещалась в каменном двухэтажном доме священника Александра Хлынова (№ 7). В 1912 году станция переехала на Покровский проспект.
В 1888 году переулок получил официальное название — Почтовый.
Согласно результатам городской переписи Екатеринбурга 1887 года, в переулке в это время имелось всего четыре усадьбы (все по нечётной стороне), принадлежавшие соответственно П. Ф. Кузеванову (№ 3, полукаменный двухэтажный дом), А. В. Смородинцеву (№ 5, полукаменный двухэтажный дом), Е. И. Хлыновой (№ 7, каменный двухэтажный дом) и И. Ф. Рожновой (№ 9-21, каменный двухэтажный дом и ренсковый погреб). На трёх первых усадьбах имелись также службы и бани.
На современный Почтовый переулок выходят северный фасад резиденции губернатора Свердловской области, боковой фасад здания приборостроительного завода, южные фасады зданий Института геологии и геохимии УРО РАН, Уральского статуправления, одного из зданий Объединённого музея писателей Урала.

## Транспорт
Автомобильное движение на всей протяжённости переулка двустороннее.

### Наземный общественный транспорт
Движение наземного общественного транспорта по переулку не осуществляется. Ближайшие остановки общественного транспорта — «Архитектурная академия» (ул. Карла Либкнехта) и «Площадь Труда» (проспект Ленина).

### Ближайшие станции метро
В 600 метрах к юго-западу от начала переулка находится станция 1-й линии Екатеринбургского метрополитена  Площадь 1905 года.